# حسابداری دوطرفه
حسابداری دوبل (یا حسابداری دوطرفه یا دفترداری دوطرفه) نوعی از حسابداری است.

## حسابداری سیاق
در حسابداری اولیه، اطلاعات انجام هر گونه عملیات به صورت سیاق نگهداری می‌شده است و به این گونه حسابداری حسابداری سیاق گفته می‌شده است. به عنوان مثال، نمونه زیر بخشی از این حسابداری است:
- ۱۳۸۵/۱/۱ مبلغ ۱۰۰۰ ریال جنس به صورت نقدی خریداری شد.
- ۱۳۸۵/۱/۲ مبلغ ۱۳۴ ریال بابت هزینه ملزومات اداری و خرید نوشت‌افزار هزینه شد.
- ۱۳۸۵/۱/۳ ۲۰ قطعه فرش به صورت ۵۰۰۰ نقد و ۳۰۰۰ نسیه خریداری شد.

## حساب‌های بدهکار و بستانکار
در حسابداری دوبل حساب‌های مختلفی وجود دارند که این حساب‌ها یا از نوع بدهکار یا از نوع بستانکار می‌باشند. شناخت و درک حساب‌ها اصل حسابداری را تشکیل می‌دهد. حساب بدهکار و حساب بستانکار با مفهوم بدهکار و بستانکار در محاوره تفاوت دارد.
چند نمونه حساب بدهکار عبارتند از حساب صندوق، حساب ملزومات اداری، هزینه‌ها، حساب بدهکاران و حساب خرید.
حساب‌های بستانکاران، فروش و درآمد نیز از نوع بستانکار هستند.
افزایش در حساب‌های بدهکاری، حساب را بدهکار و کاهش آن حساب را بستانکار می‌کند.
افزایش در حساب‌های بستانکاری، حساب را بستانکار و کاهش آن حساب را بدهکار می‌کند.
برای مثال، وقتی پولی از صندوق برداشته می‌شود، چون حساب صندوق از نوع بدهکاری است و چون موجودی صندوق کاهش پیدا می‌کند، گفته می‌شود که حساب صندوق، یا به اختصار صندوق، بستانکار شده‌است.
یا مثلاً وقتی ملزوماتی برای شرکت خریداری می‌شود، چون ملزومات اضافه می‌گردد، حساب ملزومات بدهکار می‌شود.
در آخرین مثال، فرض کنید جنسی خریداری شده‌است، چون موجودی خرید افزایش یافته و حساب خرید از نوع بدهکاری است، خرید بدهکار می‌شود.

## آرتیکل
در حسابداری دوبل هر عمل حسابداری که آرتیکل نامیده می‌شود، به صورت جابه‌جایی بین حساب‌های بدهکار یا بستانکار ثبت می‌گردد. پس ثبت هر آرتیکل شامل ثبت تاریخ وقوع فعالیت مالی، ثبت حساب‌های بدهکار و بستانکار و شرح عملیات است.
در هر آرتیکل ابتدا حساب بدهکار و سپس حساب بستانکار ثبت می‌شود.
```
مثلاً عملیات فوق به صورت زیر در حسابداری دوبل ثبت می‌گردد:
۱۳۸۵/۱/۱ خرید ۱۰۰۰
  صندوق ۱۰۰۰
خرید نقدی جنس:
(دقت کنید: چون جنس خریداری شده، پس موجودی حساب خرید افزایش یافته است. از طرفی چون خرید نقدی بوده
مبلغ از صندوق برای این خرید برداشته شده‌است، پس خرید ۱۰۰۰ بدهکار و صندوق ۱۰۰۰ بستانکار می‌شود)

۱۳۸۵/۱/۲ ملزومات ۱۳۴
  صندوق ۱۳۴
پرداخت هزینه ملزومات
(دقت کنید: چون ملزومات از نوع حساب بدهکاران است، خرید آن موجب افرایش ملزومات می‌شود و چون خرید
نقدی بوده و حساب صندوق کاهش یافته است، بستانکار می‌شود)

۱۳۸۵/۱/۳ خرید ۸۰۰۰
  صندوق ۵۰۰۰
  بستانکاران ۳۰۰۰
خرید فرش
(دقت کنید: چون مبلغی از خرید نقدی و مبلغی نسیه بوده‌است، پس در اثر این خرید اولاً صندوق کاهش پیدا
کرده و بستانکار می‌شود، دوماً حساب بستانکاران شرکت افزایش پیدا می‌کند و چون حساب بستانکاران از نوع
بستانکاری است، افزایش آن موجب بستانکاری می‌شود. همان‌طور که ملاحظه می‌کنید در این آرتیکل یک حساب
بدهکار و دو حساب بستانکار شده‌اند)

```

همان‌گونه که ملاحظه کردید، در هر آرتیکل مجموع طرف بدهکار (که اول نوشته می‌شود) با مجموع طرف بستانکار
برابر می‌باشد. به همین دلیل همواره ثبت اطلاعات در حسابداری دوبل تراز می‌باشد.

## دفاتر روزنامه و کل
عملیات فوق و ثبت هر آرتیکل در دفتری که دفتر روزنامه نامیده می‌شود، انجام می‌گیرد. عملیات هر حساب در فواصل هفتگی از دفتر روزنامه به دفتر کل منتقل می‌گردد.